# Hu Yaobang
Hu Yaobang (Liuyang, província de Hunan, 20 de novembro de 1915 – Pequim, 15 de abril de 1989) foi um líder da República Popular da China, cuja morte desencadeou a Revolta da Praça de Tian'anmen. Ele ocupou o cargo principal do Partido Comunista da China de 1981 a 1987, primeiro como Presidente de 1981 a 1982, depois como Secretário Geral de 1982 a 1987. Hu ingressou no Partido Comunista Chinês na década de 1930 e alcançou a proeminência como camarada de Deng Xiaoping. Durante a Revolução Cultural (1966-1976), Hu foi expurgado, recolhido e purgado novamente.
Depois que Deng subiu ao poder, após a morte de Mao Zedong, Deng promoveu Hu a uma série de altos cargos políticos. Durante os anos 80, Hu fez uma série de reformas econômicas e políticas sob a direção de Deng. As reformas políticas e econômicas de Hu fizeram dele o inimigo de vários líderes poderosos do Partido, que se opunham às reformas do mercado livre e às tentativas de tornar o governo da China mais transparente. Quando os protestos estudantis generalizados ocorreram em toda a China em 1987, os oponentes políticos de Hu culparam Hu pelas rupturas, alegando que a "frouxidão" e a "liberalização burguesa" de Hu haviam levado ou piorado os protestos. Hu foi forçado a renunciar ao cargo de secretário geral do Partido em 1987, mas foi autorizado a manter um assento no Politburo (grupo de 25 pessoas que supervisionam o Partido Comunista da China).
A posição de Hu como secretário geral do partido foi tomada por Zhao Ziyang, que continuou muitas das reformas econômicas e políticas de Hu. Um dia após a morte de Hu, em 1989, uma manifestação em pequena escala o comemorou e exigiu que o governo reavaliasse seu legado. Uma semana depois, um dia antes do funeral de Hu, cerca de 100 mil estudantes marcharam na Praça Tiananmen, levando aos protestos da Praça Tiananmen em 1989. Após a supressão do governo dos protestos de 1989, o governo chinês censurou os detalhes da vida de Hu na China continental.